# CXCL17
CXCL17, hemokin (C-X-C motiv) ligand 17, je mali citokin iz CXC hemokin familije koji je bio identifikovan kod ljudi i miševa. CXCL17 privlači dendritske ćelije i monocite. On je takođe poznat kao VEGF koregulisani hemokin 1 (VCC-1) i hemokinu-sličan protein koji privlači dendritske ćelije i monocite (engl. dendritic cell- and monocyte-attracting chemokine-like protein) (DMC). Ovaj hemokin je konstitutivno izražen u plućima. Gen za ljudski CXCL17 je lociran na hromozom 19.